# Жанте, Анн
Анн Жанте (фр. Anne Genetet), урождённая Анн Францен (фр. Anne Frantzen; род. 20 апреля 1963[…], Нёйи-сюр-Сен[…]) — французский политик, министр национального просвещения (2024).

## Биография
Родилась 20 апреля 1963 года в Нёйи-сюр-Сен. С 1984 по 1994 год изучала медицину, затем переориентировалась на медицинскую журналистку и связи с общественностью и 2000 году получила высшее образование по этой специальности. Сотрудничала в медицинском журнале Impact médecine, с 2000 года работала в компании Scorpion Communication. С 2005 года работала в Сингапуре в компании International SOS и в неправительственных организациях, в 2009 году учредила собственную фирму, которая занималась консультированием отношений между работодателями и персоналом.
В 2017 году, представляя макронистскую коалицию «Вперёд!», была избрана в Национальное собрание Франции от 11-го округа для французов за рубежом, победив во втором туре обладателя мандата — кандидата республиканцев Тьерри Мариани с результатом 71,72 %. По итогам парламентских выборов 2022 года отстояла мандат, одолев во втором туре кандидатку от левого блока NUPES Доминику Видаль с результатом 61,73 % голосов. Выборы 2024 года принесли Анн Жанте, баллотировавшейся от коалиции «Вместе за Республику», новый успех: теперь она получила во втором туре 57,04 %, опередив кандидата левых сил Франка Пажо.
21 сентября 2024 года получила портфель министра национального просвещения при формировании правительства Барнье.
23 декабря 2024 года сформировано правительство Байру, в котором Анн Жанте не получила никакого назначения.